# Endopappus
Daveaua, monotipski rod glavočika smješten u tribus Anthemideae. Jedina je vrsta zeljasta biljka E. macrocarpusiz sjeverne Afrike,

## Podvrste
- Endopappus macrocarpus subsp. macrocarpus, Maroko; Zapadna Sahara; Alžir; Tunis; Libija
  - Endopappus macrocarpus var. aureus (L.Chevall.) Gómiz; Alžir
- Endopappus macrocarpus subsp. maroccanus (Jahand., Maire & Weiller) Ibn Tattou; Maroko